# Paarungen (Film)
Paarungen (Alternativtitel: Paare) ist ein deutscher Spielfilm aus dem Jahr 1967 von Michael Verhoeven, der auch das Drehbuch verfasste und den Film – zusammen mit seiner Ehefrau Senta Berger – produzierte. Das Buch basiert auf Motiven des zweiteiligen Theaterstücks „Totentanz“ des schwedischen Autors August Strindberg. Die Hauptrollen sind mit Paul Verhoeven, Lilli Palmer, Ilona Grübel und Karl Michael Vogler besetzt. Seine Kinopremiere hatte der Film am 9. November 1967.

## Handlung
Auf einer kleinen Insel in der Ostsee leben Edgar, der Kommandant der Festung, und seine Frau Alice, eine ehemalige Schauspielerin, abgesondert von ihrer Umwelt. Enttäuschung und Misstrauen trennen sie von ihren Mitmenschen, die für sie „korrupte Schweine“ sind, wie Edgar es nennt. Ihr einziger Zeitvertreib ist ein harter, verbissener Kampf mit Worten, in dem sie sich gegenseitig ihr Geschick vorwerfen und sich mit spitzen Zungen giftige Wunden schlagen. Ihr Publikum bei diesem törichten Schauspiel ist Kurt, der Cousin von Alice, der nach jahrelanger Abwesenheit auf die Insel zurückgekehrt ist. Kurts Sohn Allan, für den Edgar nach der Scheidung der Eltern Vormund geworden ist, fühlt sich stark angezogen von Judith, der Tochter des sich in Hass und Bosheit ergehenden Ehepaares; doch er ist dem frühreifen Mädchen genauso wenig gewachsen wie sein Vater dem Ansturm der Gefühle im Haus von Judiths Eltern. Der Film endet mit der psychischen und auch physischen Erschöpfung der Kontrahenten. Es gibt keinen Sieger, nur Besiegte. „Haben wir uns genug gequält?“ fragt Alice, und Edgar antwortet: „Ja, ich glaube es.“

## Kritik
Der Evangelische Film-Beobachter fasst seine Meinung so zusammen: „Verhoevens Vorhaben, das nach Beckett und Albee mittlerweile schon leicht antiquiert anmutende Stück in Bilder aufzulösen, vermag trotz des interessanten Farbexperiments nicht zu überzeugen. Älteren Filmfreunden ist es dennoch wegen der teilweise beachtlichen Darstellung zu empfehlen.“ Das Lexikon des internationalen Films zieht folgendes Fazit: „Trotz der sorgfältigen Gestaltung und der Einbeziehung nordischer Landschaften in die Handlung besitzt die Inszenierung wenig dramatische Spannkraft.“ Die staatliche Filmbewertungsstelle Wiesbaden verlieh dem Werk das Prädikat «Besonders wertvoll».